# Bei Mir Bistu Shein

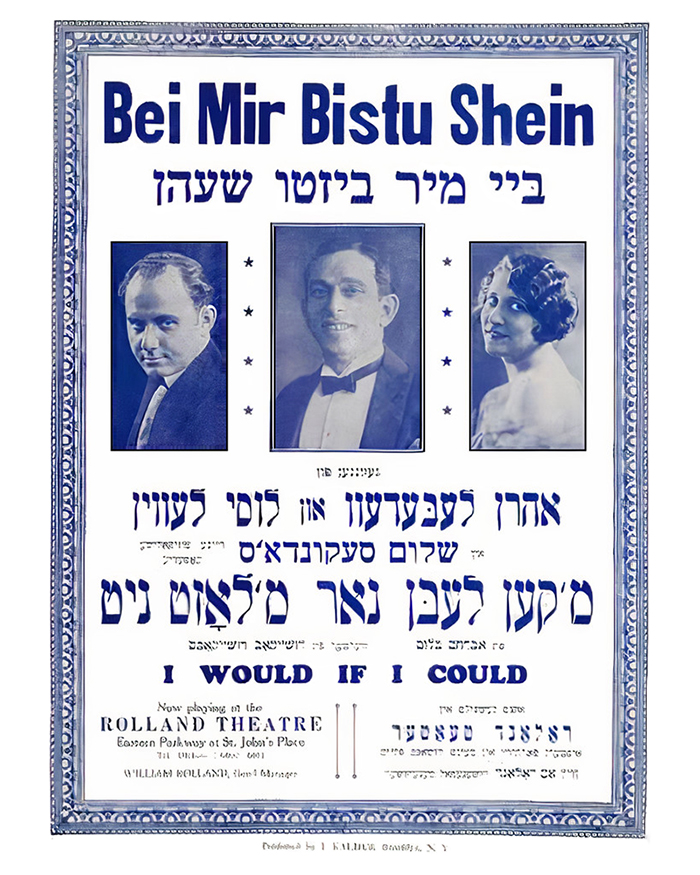
Affiche van een uitvoering van de musical I Would If I Could in New York (1938)

Bei Mir Bistu Shein (Jiddisch: בייַ מיר ביסטו שיין; Nederlands: Voor mij ben je mooi) is een traditioneel Jiddisch liefdesliedje. In het Duits is het liedje bekend onder de titel Bei mir bist du schön.
Het werd oorspronkelijk gecomponeerd door Jacob Jacobs (tekst) en Sholom Secunda (muziek) voor de Jiddische musical I Would If I Could uit 1932.
Het nummer is een jazzstandard. Met name de swingjazzversie van The Andrews Sisters uit 1937 (Bei mir bist du schön) is wereldberoemd geworden. Andere artiesten die een uitvoering van Bei Mir Bistu Shein hebben opgenomen, zijn onder anderen Benny Goodman, Guy Lombardo, Glenn Miller, Ella Fitzgerald en Judy Garland.